# Nasir (Sudan Południowy)
Nasir – miasto w Sudanie Południowym stolica stanu Latjoor. Liczy 13 171 mieszkańców.